# 野菰屬
野菰屬（Aeginetia）為列當科全寄生的寄生植物，一年生草本，全世界約有4種，主要分布於熱帶亞洲及亞熱帶亞洲。中國產3種。

## 命名
野菰屬的模式種為野菰，目前模式標本闕如，即未有指定模式（LT）。
野菰屬及野菰是林奈1753年於《植物種志》第二卷發表。根據其記錄，援自於韓德瑞克·馮·瑞德（H. A. Rheede tot Draakestein （页面存档备份，存于））的《馬拉巴爾植物》 (Hort. Malab.)

## 形態
肉質草本，莖極短，具少數鱗片（退化的葉）。
大型的花單生或聚生於莖頂，無小苞片，直立的花梗極長。花萼形狀類似佛焰苞。花冠為管狀或鐘形，且為不明顯的脣形花 (脣形花指花冠具有上、下二脣)；上脣具二瓣，下脣三瓣，花瓣接近圓形。
雄蕊四枚，藏於花冠中，花藥一室可孕，另一室不孕且變形為距狀。
心皮二枚。子房通常具一子房室，側膜胎座2至4。子房在少數情況下為不完全的二子房室，且胎座型為中軸胎座型。花柱略呈彎曲，柱頭肉質、呈盾狀。蒴果開裂時裂為2瓣。種子多數，種皮為網狀紋飾。

## 分布
野菰屬植物主要分布於熱帶亞洲及亞熱帶亞洲，印度、斯里蘭卡、柬埔寨、緬甸、泰國、越南、中國、日本、印尼、馬來西亞、菲律賓。

## 種類
下列三種為分布於中國的種類：
1. 短梗野菰（Aeginetia acaulis (Roxb.) Walpers）
2. 野菰（Aeginetia indica L.）
3. 中國野菰（Aeginetia sinensis Beck）

依《中國植物志》（Flora of China, 1998）、《臺灣植物誌》第二版，全世界約有4種，但扣除不合法命名及產於中國的種類外，《TROPICOS》還列出下列數種，但可能其分類地位有疑義：
- Aeginetia abbreviata Buch.-Ham. ex Benth.
- Aeginetia boninensis Nakai
- Aeginetia centronia Miq.
- Aeginetia mairei H. Lév.
- Aeginetia mpomii Letouzey
- Aeginetia mirabilis Bakh.
- Aeginetia rodgeri Livera
- Aeginetia saulierei (Dunn) Livera
- Aeginetia scortechinii (Prain) Livera
- Aeginetia selebica Bakh.
- Aeginetia siamensis (Craib) Livera
- Aeginetia subacaulis (Gardner) Livera
- Aeginetia trimenii Livera
- Aeginetia wightii (Elmer) Livera
- Aeginetia saccharicola Bakh.：印尼
- Aeginetia sessilis Shivam. & Rajanna：印度卡纳塔克邦